# Wolfstein (Lausitzer Bergland)
Der Wolfstein ist ein 393,4 m ü. NHN hoher Hügel im Lausitzer Bergland. Er liegt in der Stadt Sebnitz im Landkreis Sächsische Schweiz-Osterzgebirge in Sachsen.

## Geographie
Der Hügel liegt im Sebnitzer Wald auf dem nordwestlichen Hang des Steinhübels (Kamenný vrch, 448 m n.m.), der in Mikulášovice in Tschechien liegt. Das geologische Grundgestein besteht aus mittelkörnigem Lausitzer Granodiorit. Er ist im Gipfelgebiet in große Felsbrocken gespalten und ein Steinmeer mit kleineren Höhlen bildet. Der vorherrschende Bodentyp ist podsolige Braunerde. Der gesamte Hügel liegt im Einzugsgebiet der Sebnitz und entwässert über die Elbe in die Nordsee. Wolfstein ist bewaldet und im Wald vorherrscht die Gemeine Fichte (Picea abies). Der Hügel ist ein Teil des FFH-Gebietes Sebnitzer Wald und Kaiserberg. Um Wolfstein führt die Alte Wölmsdorfer Straße, die südlich vom Gipfel von der Alte Nixdorfer Straße abzweigt und die Stadt Sebnitz mit Vilémov verbindet.

## Galerie

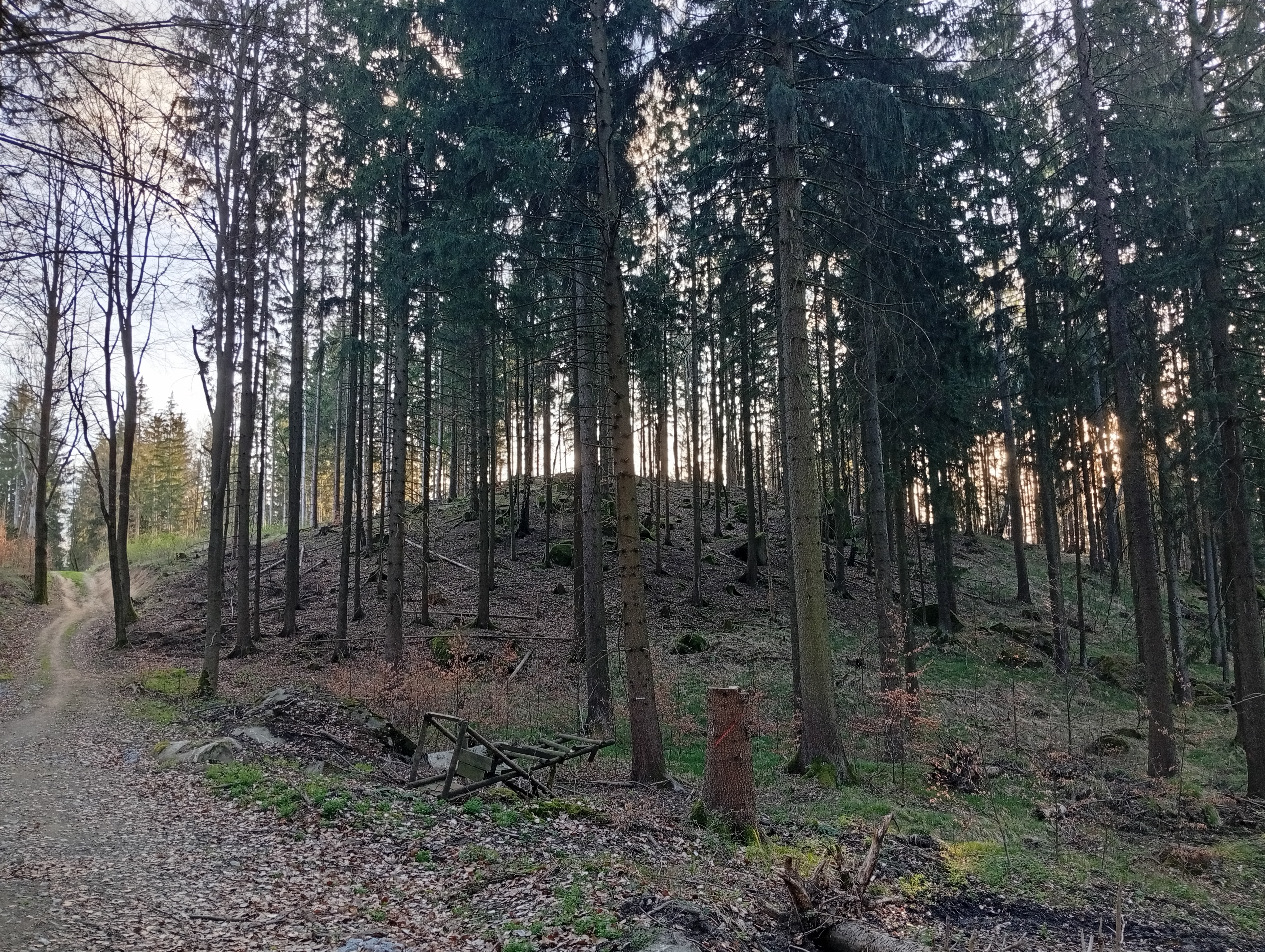
Der Gipfel von Norden
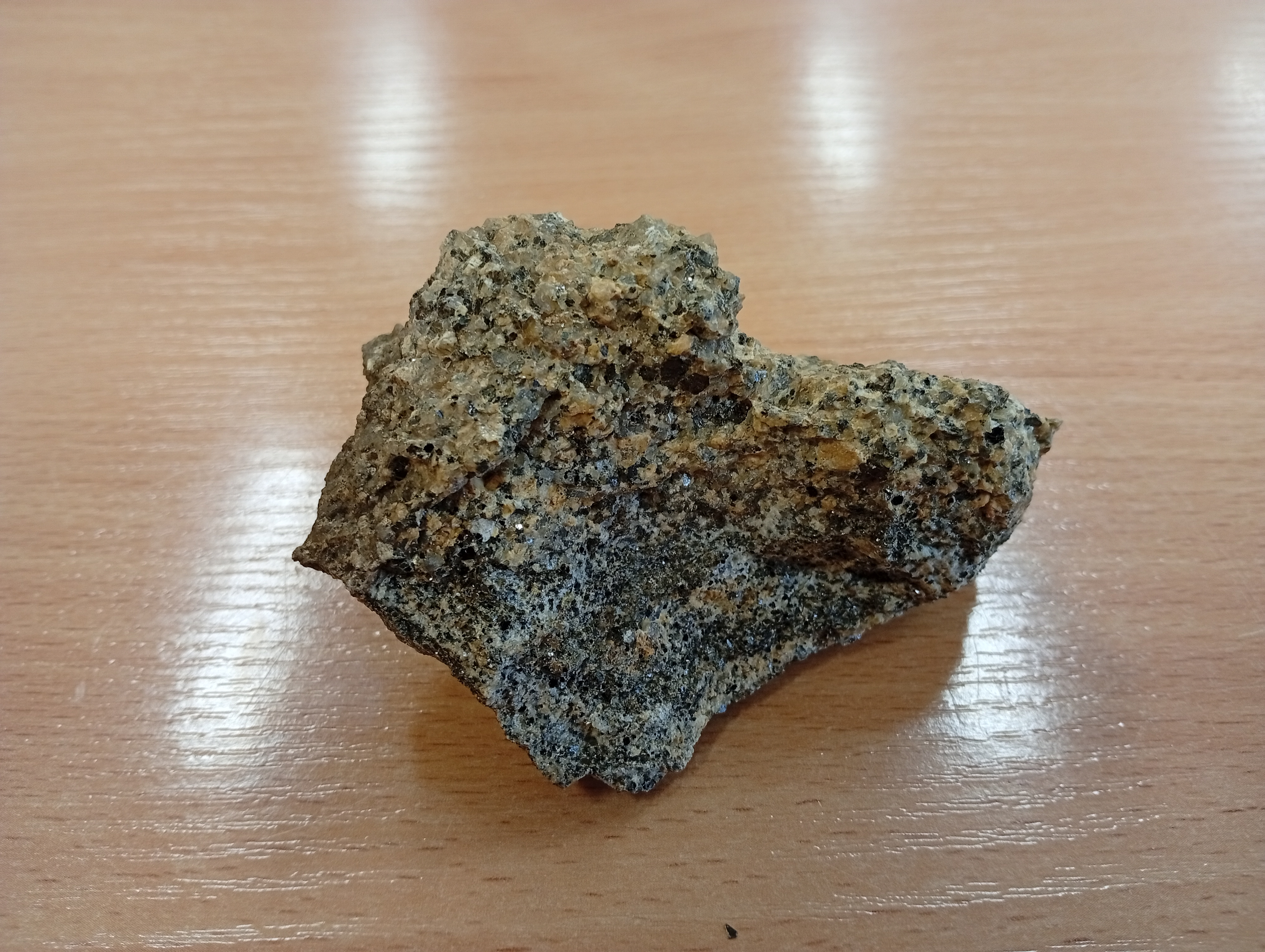
Granodiorit mit Gneisxenolith